# Grand Prix Formule 1 van Italië 1968
De Grand Prix Formule 1 van Italië 1968 werd gehouden op 8 september op het Autodromo Nazionale Monza in Monza. Het was de achtste race van het seizoen.

## Uitslag
| Pos. | Nr. | Coureur              | Constructeur  | Rondes | Tijd / Oorzaak uitval | Grid | Punten |
| ---- | --- | -------------------- | ------------- | ------ | --------------------- | ---- | ------ |
| 1    | 1   | Denny Hulme          | McLaren-Ford  | 68     | 1:40:14.8             | 7    | 9      |
| 2    | 5   | Johnny Servoz-Gavin  | Matra-Ford    | 68     | + 1:28.4              | 13   | 6      |
| 3    | 8   | Jacky Ickx           | Ferrari       | 68     | + 1:28.6              | 4    | 4      |
| 4    | 27  | Piers Courage        | BRM           | 67     | + 1 Ronde             | 17   | 3      |
| 5    | 6   | Jean-Pierre Beltoise | Matra         | 66     | + 2 Rondes            | 18   | 2      |
| 6    | 3   | Jo Bonnier           | McLaren-BRM   | 64     | + 4 Rondes            | 19   | 1      |
| DNF  | 20  | Jo Siffert           | Lotus-Ford    | 58     | Ophanging             | 9    |        |
| DNF  | 10  | Jack Brabham         | Brabham-Repco | 56     | Oliedruk              | 16   |        |
| DNF  | 4   | Jackie Stewart       | Matra-Ford    | 42     | Motor                 | 6    |        |
| DNF  | 15  | David Hobbs          | Honda         | 42     | Motor                 | 14   |        |
| DNF  | 19  | Jackie Oliver        | Lotus-Ford    | 38     | Transmissie           | 11   |        |
| DNF  | 2   | Bruce McLaren        | McLaren-Ford  | 34     | Olielek               | 2    |        |
| DNF  | 11  | Jochen Rindt         | Brabham-Repco | 33     | Motor                 | 10   |        |
| DNF  | 26  | Pedro Rodriguez      | BRM           | 22     | Motor                 | 15   |        |
| DNF  | 21  | Dan Gurney           | Eagle-Weslake | 19     | Motor                 | 12   |        |
| DNF  | 16  | Graham Hill          | Lotus-Ford    | 10     | Wiel                  | 5    |        |
| DNF  | 14  | John Surtees         | Honda         | 8      | Ongeluk               | 1    |        |
| DNF  | 9   | Chris Amon           | Ferrari       | 8      | Ongeluk               | 3    |        |
| DNF  | 7   | Derek Bell           | Ferrari       | 4      | Benzinesysteem        | 8    |        |
| DNF  | 23  | Vic Elford           | Cooper-BRM    | 2      | Ongeluk               | 20   |        |
| DNQ  | 28  | Frank Gardner        | BRM           |        |                       |      |        |
| DNQ  | 12  | Silvio Moser         | Brabham-Repco |        |                       |      |        |
| DSQ  | 18  | Mario Andretti       | Lotus-Ford    |        |                       |      |        |
| DSQ  | 25  | Bobby Unser          | BRM           |        |                       |      |        |

## Statistieken
| Pole-position | John Surtees  | Honda      | 1:26.07 |
| Snelste ronde | Jackie Oliver | Lotus-Ford | 1:26.50 |

## Noot
- Dit was het debuut van de Amerikaanse coureurs Bobby Unser (en toekomstig wereldkampioen) Mario Andretti; en van de Britse coureur Derek Bell.
- Dit was de honderdste Grand Prix-start voor Graham Hill. Hill was de tweede coureur die aan minstens 100 Formule 1 Grands Prix wist deel te nemen.
- Eerste snelste ronde voor Jackie Oliver.
- Eerste podiumplaats voor Johnny Servoz-Gavin en de 25ste podiumplaats voor een Franse coureur.

1921 · 1922 · 1923 · 1924 · 1925 · 1926 · 1927 · 1928 · 1931 · 1932 · 1933 · 1934 · 1935 · 1936 · 1937 · 1938 · 1947 · 1948 · 1949 · 1950 · 1951 · 1952 · 1953 · 1954 · 1955 · 1956 · 1957 · 1958 · 1959 · 1960 · 1961 · 1962 · 1963 · 1964 · 1965 · 1966 · 1967 · 1968 · 1969 · 1970 · 1971 · 1972 · 1973 · 1974 · 1975 · 1976 · 1977 · 1978 · 1979 · 1980 · 1981 · 1982 · 1983 · 1984 · 1985 · 1986 · 1987 · 1988 · 1989 · 1990 · 1991 · 1992 · 1993 · 1994 · 1995 · 1996 · 1997 · 1998 · 1999 · 2000 · 2001 · 2002 · 2003 · 2004 · 2005 · 2006 · 2007 · 2008 · 2009 · 2010 · 2011 · 2012 · 2013 · 2014 · 2015 · 2016 · 2017 · 2018 · 2019 · 2020 · 2021 · 2022 · 2023 · 2024 · 2025